# Fritz Otto Bernert
Fritz Otto Bernert (ur. 6 marca 1893 w Raciborzu, zm. 18 października 1918 tamże) – syn burmistrza Raciborza, niemiecki żołnierz i pilot podczas I wojny światowej.

## Młodość
Otto Benert przyszedł na świat 6 marca 1893 roku w Raciborzu jako syn wieloletniego burmistrza miasta – Augusta Bernerta. Uczęszczał do Królewskiego Gimnazjum Ewangelickiego, gdzie zdał maturę. Jego jedynym marzeniem było to, że chciał zostać oficerem, dlatego też wstąpił po maturze do niemieckiej armii.

## Kariera wojskowa
Służbę rozpoczął w 173 lotaryńskim pułku piechoty. W 1912 roku dostał awans na stopień podporucznika, a po rozpoczęciu I wojny światowej walczył na froncie zachodnim, dowodził wtedy kompanią. W 1914 roku został ciężko ranny, co spowodowało, że nie mógł już wrócić do czynnej służby frontowej. Skłoniło go to do przeniesienia się do lotnictwa. Z egzaminami nie miał najmniejszych problemów, więc cały 1915 rok przelatał w samolotach obserwacyjnych.
W 1916 roku rozpoczął przeszkolenie w szkołach lotniczych Halberstadt i Hanower, gdzie zdobył patent pilota samolotów myśliwskich. W sierpniu 1916 roku został ponownie skierowany na front zachodni, gdzie walczył jako pilot w 4 dywizjonie myśliwskim. 9 listopada 1916 roku był dla niego szczególny, bowiem podczas walki udało mu się zestrzelić 3 samoloty przeciwnika. Pojawił się 1 marca 1917 roku na oficjalnej liście najlepszych niemieckich pilotów z 8 zestrzeleniami.
W połowie roku 1917, gdy uzyskał 22 zwycięstwa powietrzne został odznaczony przez cesarza najwyższym odznaczeniem wojskowym – orderem Pour le Mérite oraz przejął dowództwo nad Jagdstaffel 6. Po osiągnięciu 26 zestrzeleń, podczas przymusowego lądowania został ponownie ranny, ale wkrótce po odzyskaniu zdrowia powrócił na front. Na liście najlepszych pilotów niemieckich z listopada 1917 roku figurował z 27 zestrzelonymi samolotami, a tylko dwóch kapitanów – von Richthofen i Berthold – było przed nim oraz został dowódcą sławnego dywizjonu Boelcke.

## Schyłek życia
Wkrótce potem został przeniesiony do Berlina na stanowisko inspektora lotniczego. 8 listopada 1917 roku dostał awans na stopień porucznika.
W 1918 roku skierowano go znów na front do swojego dywizjonu, a do końca swojej czynnej służby osiągnął 27 zestrzeleń. Pod koniec wojny zachorował na grypę, a wkrótce potem doszło jeszcze zapalenie płuc. Zmarł 18 października 1918 roku w szpitalu miejskim w Raciborzu. Został pochowany na cmentarzu Jeruzalem, a jego grób zachował się do dziś.

## Odznaczenia
- Pour le Mérite – 24 kwietnia 1917
- Krzyż Żelazny I Klasy
- Krzyż Żelazny II Klasy